# グアヤク樹脂
グアヤク樹脂(Gum guaicumまたはguaiac resin)は、ユソウボク(Guaiacum officinale)から得られる物質である。別名グアヤク脂、グアヤック。CAS登録番号は9000-29-7。
食品添加物として登録されており、防腐剤としてのINSは241、
抗酸化物質としてのINSは、314である。

## 用途
- 便中の潜血の検出：胃癌、大腸癌などの検査の一つとして、オルトトリジン法と共に用いられる[4]。
- 青酸の検出：血液中の青酸の有無を確認するのに用いられる[5]。
- キノコの判別：同じイッポンシメジ属であるウラベニホテイシメジ（食用）とクサウラベニタケ（毒）を区別する方法の一つとして、グアヤク樹脂のエチルアルコール溶液（グアヤクチンキ）が用いられる[6]。